# El baladro del sabio Merlín
El baladro del sabio Merlín es una novela artúrica escrita en castellano que refunde los mitos y narraciones en torno a Merlín y que parece vinculada a una mucho más pequeña novela anterior de origen francés. Fue impresa en Burgos en 1498 y en una segunda edición con variantes en Sevilla, 1535.

## Origen
La leyenda del mago Merlín nació en el folclore celta y, desde su primera acuñación narrativa en la Historia regum Britanniae (1136) del anglonormando Godofredo de Monmouth, sufrió profundas alteraciones y reelaboraciones por todo tipo de autores en la Vulgata y la Post-vulgata del Ciclo artúrico.
Uno de los autores que trataron el personaje y su leyenda fue Robert de Boron, clérigo o caballero, real o seudónimo, del Franco Condado, autor de un Merlin que inspiró a su vez la anónima Suite de Merlin, una recopilación legendaria que se tradujo en su totalidad al castellano y alcanzó un gran éxito; una de las fuentes, aunque en absoluto única de El baladro del sabio Merlín, impreso por primera vez en Burgos en 1498. Esta obra tiene sin embargo algunas diferencias con la versión de Robert de Boron: incluye además en sus dos últimos capítulos el Conte du Brait o Récit du cri ("Cuento del Baladro" o "Narración del grito") del maestro Hélie, supuestamente emparentado con Robert de Boron (se llama a sí mismo Hélie de Boron), cuyo original francés se ha perdido. Se trata de una parte de la leyenda que alude al grito o alarido (baladro) de Merlín al quedar encerrado en una cueva por las hechicerías de su amada Niviana, la Dama del lago.
El baladro tuvo una segunda edición en Sevilla, 1535; pero la primera, aun siendo más antigua, es la que presenta más variantes sobre la historia original. Sin duda una de las primeras, originales y más fascinantes novelas escritas en castellano.

## Ediciones
- El baladro del sabio Merlín con sus profecías, Burgos, Juan de Burgos, 1498.
- El baladro del sabio Merlín. Primera parte de la demanda del sancto Grial Sevilla, 1535.
- Edición de Justo García Morales del Baladro de 1498, Toledo, 1956 y 1957, 2 vols.
- Edición de José Javier Fuente del Pilar, Madrid, Miraguano, 1988.
- Transcripción e índice de María Isabel Hernández y estudios preliminares de Ramón Rodríguez Álvarez, Pedro M. Cátedra y Jesús D. Rodríguez Velasco, Gijón, Oviedo, Trea, Hermandad de Empleados de Cajastur, Universidad de Oviedo, 1999.